# 傅韶
傅韶（1430年—？），字德音，江西吉安府永豐縣人，民籍，明朝政治人物。進士出身。

## 生平
江西鄉試第一百二名舉人。景泰五年（1454年）參加甲戌科會試第七十六名舉人，殿試登進士第二甲第一百零七名。

## 家族
曾祖傅以忠，贈兵部主事、祖父傅仲球，曾任兵部主事、父亲傅曰顯。